# 963 هـ
963 هـ هي سنة في التقويم الهجري امتدت مقابلةً في التقويم الميلادي بين سنتي 1555 و1556.

## مواليد
- أحمد بابا التمبكتي
- عرفي الشيرازي

## وفيات
- أحمد قره حصاري